# アクロポリス博物館
アクロポリス博物館（アクロポリスはくぶつかん、ギリシア語: Μουσείο Ακρόπολης, 英語: Acropolis Museum）は、アテネのアクロポリスの発掘現場から出土した文化財を中心に収蔵・展示している考古博物館である。
現在のアクロポリス博物館は新しく建てられたものなので、区別のために新アクロポリス博物館 (New Acropolis Museum) とも呼ばれる。
Makrygianni の考古遺跡、ローマ時代や東ローマ時代の遺構の上に建てられている。アクロポリスの岩山の上や麓で出土した、青銅器時代から古代ギリシア・ローマ属州・東ローマ帝国時代を中心とした工芸品などを収蔵している。1万4000平方メートルの展示スペースに4000点近くが展示されている。
この建物自体は2003年に着工され、2008年に博物館の組織が結成された。開館は2009年6月21日。建設プロジェクトを指揮したのはテッサロニキ・アリストテレス大学の考古学名誉教授ディミトリオス・パンデルマリス Dimitrios Pandermalis で、現館長である。

## 歴史

### 旧アクロポリス博物館
かつてのアクロポリス博物館（区別のため旧アクロポリス博物館と呼ばれる）は、1865年から1874年にかけて、アクロポリスの東斜面に建設された。
しかしアクロポリスの発掘が進むにつれ、1950年代に若干拡張されたものの、出土品の量が旧博物館の収蔵容量を超えてしまった。
新博物館建設のもう1つの動機として、かつてイギリスがアクロポリスから持ち去ったエルギン・マーブルの返還をギリシャ政府が要求した際、たとえ返還してもギリシャには展示に適した博物館がないとイギリスの高官から示唆された件がある。最近ではエルギン・マーブルの展示用ギャラリーの建設が新博物館設計にあたっての重要な鍵となっていた。

### 新博物館の設計コンペ

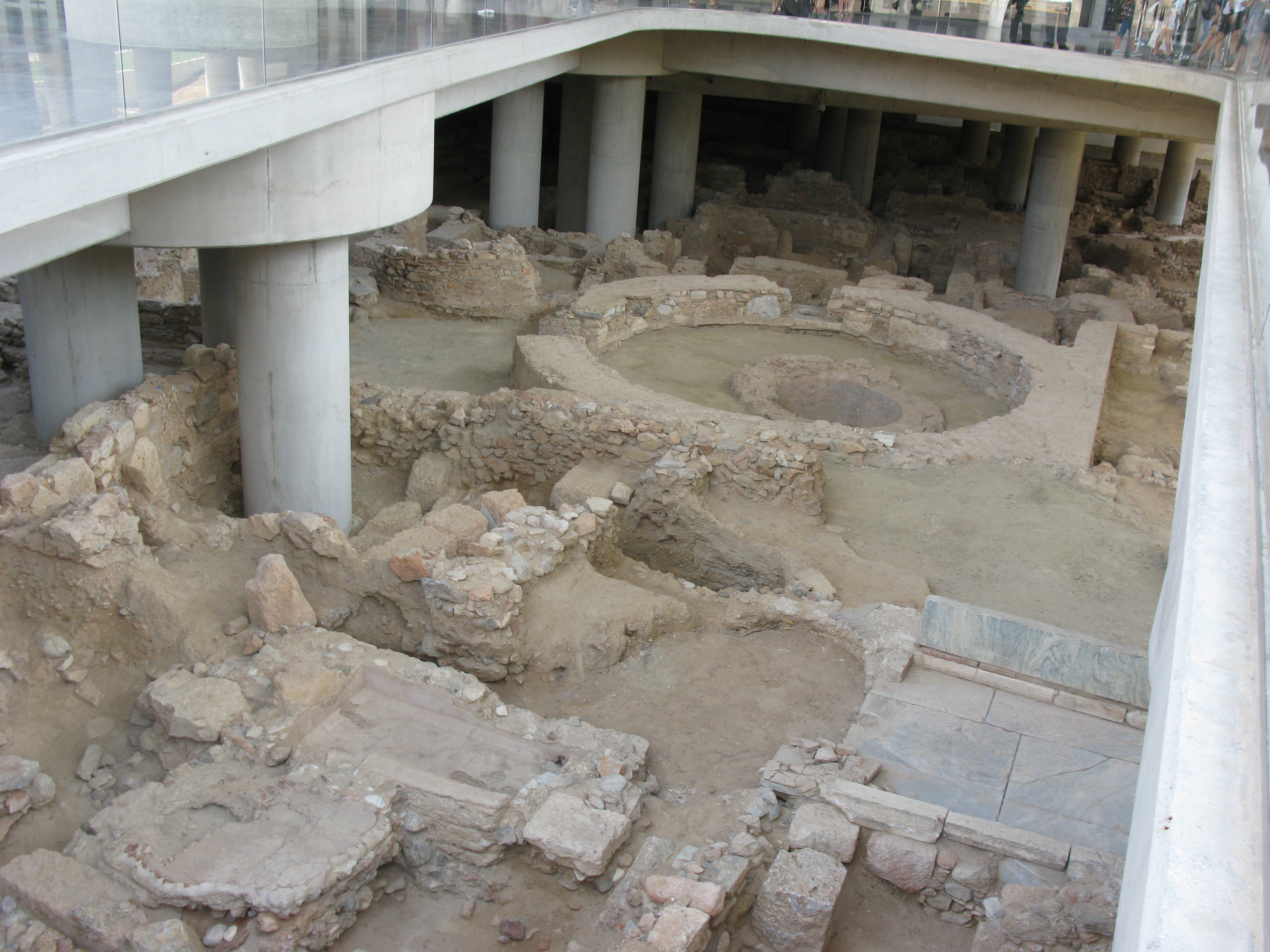
このように発掘現場の上に新博物館が建設された。

最初の建築設計競技（コンペ）は1976年に開催されたが、参加資格がギリシャ人のみに制限されていた。1976年と1979年のコンペでは、建設予定地に合った設計案が出ず、失敗に終わった。
1989年、3度目のコンペは国際的に開催されることが発表された。建設予定地は3カ所から選択可能だった。このコンペではイタリアの設計チーム（NicolettiとPassarelli）が勝利した。この3度目の設計案に基づいて1990年代に慎重に予定地の発掘調査を行ったところ、考古学的に非常に貴重な遺構が見つかり、1999年にこのコンペの結果は無効となった。新博物館の建設予定地はやや簡単に決定された。それは、ディオニューソス劇場の向かいにあった Camp Makrygianni という既に使われていない憲兵隊兵舎の大きな区画である。兵舎の敷地は公有地で、周辺の少数の個人宅だけ買収すればよいという利点があった。兵舎のメインの建物は新古典主義の Weiler Building で、そのまま改修されて、Museum of the Center for the Acropolis Studies が入居する建物として新博物館に組み込まれることになった。
4回目のコンペでは、建設予定地から遺跡が見つかった場合の対策を何も立てなかった。このミスは国際記念物遺跡会議 (ICOMOS) などでも指摘されてから初めて最小限の対策がとられ、コンペが開催されることになった。対策とは、建物全体を柱で支えて接地面積を最小限にするというものだった。コンペは建築経験者を指名する形で行われ、建築家ベルナール・チュミとギリシャの Michael Photiadis のチームが勝利した。

### 建設
2002年、建設工事が始まった。当初計画では2004年のアテネオリンピックにまでに開館する予定だったが、住民の立ち退き拒否、遺跡保全問題や景観問題による反対運動などにより、大幅に遅れることとなった。
発掘によって出てきたのは個人の普通の家と工房の2層の遺構で、上層は東ローマ帝国初期のもの、下層は古典期のものだった。全体の配置と層序の分析が済むと、柱を立てるのに適した場所が特定された。柱の基礎を土壌層を突っ切って基盤岩に設置し、そこにころ軸受を置いた上で柱を立て、マグニチュード10の地震にも耐えられるようにした。
建設が完了に近づいた2007年10月、歴史的遺物をアクロポリスの岩の上にある旧博物館から新博物館までの 280 meters (310 yd) の距離を運ぶ作戦が開始された。3つの大型クレーンを使い、4カ月かけて彫像などが運ばれた。ギリシャ政府は新博物館がエルギン・マーブル返還運動の一助となることを望むという声明を発表した。
2008年、ギリシャ政府は新博物館とアクロポリスを描いた10ユーロ記念硬貨を発行した。

## 場所

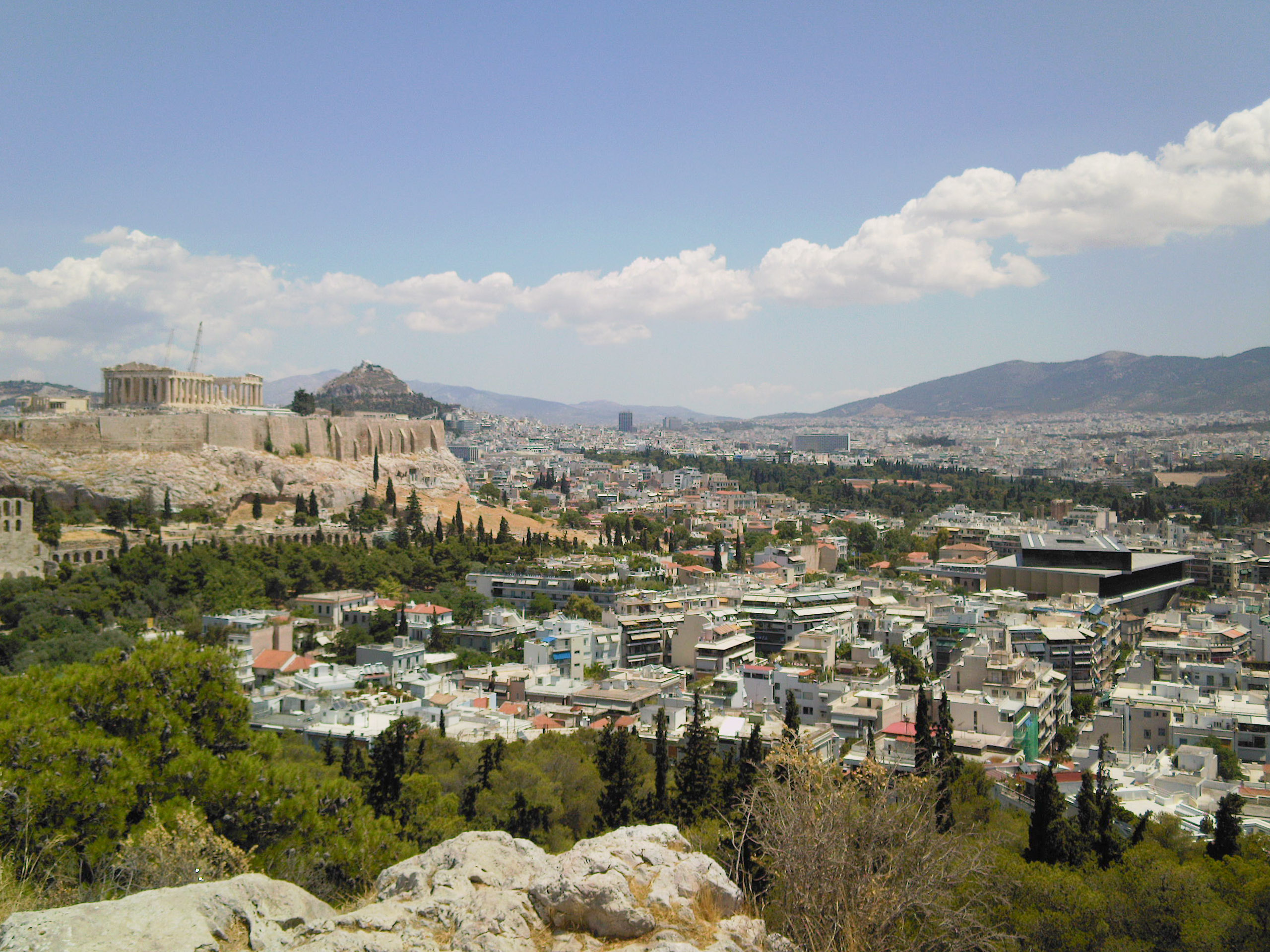
パルテノン神殿（左）とアクロポリス博物館（右）

この博物館はアクロポリスの南西斜面に位置し、古代の「聖なる岩」に向かう道の上にある。パルテノン神殿との直線距離はわずか 280 meters (310 yd) で、歩道の道のりでも 400 meters (440 yd) しかない。古代遺跡にこれほど近い場所に建てられた現代的博物館としては最大のものだが、アクロポリスには150年も前からもっと近くに普通の建物が多数存在した。正面玄関のすぐ前にはアテネ地下鉄2号線のアクロポリ駅がある。

## 建物
ベルナール・チュミの設計は4回目のコンペで選ばれた。チュミの設計は、「光」や「動き」といった概念と、立地やコンペで設定された条件を中心としている。これらの特徴と共に、制約条件を建築上のチャンスと捉え、ギリシア建築の数学的かつ概念的明晰さを備えた単純で明解な博物館となった。

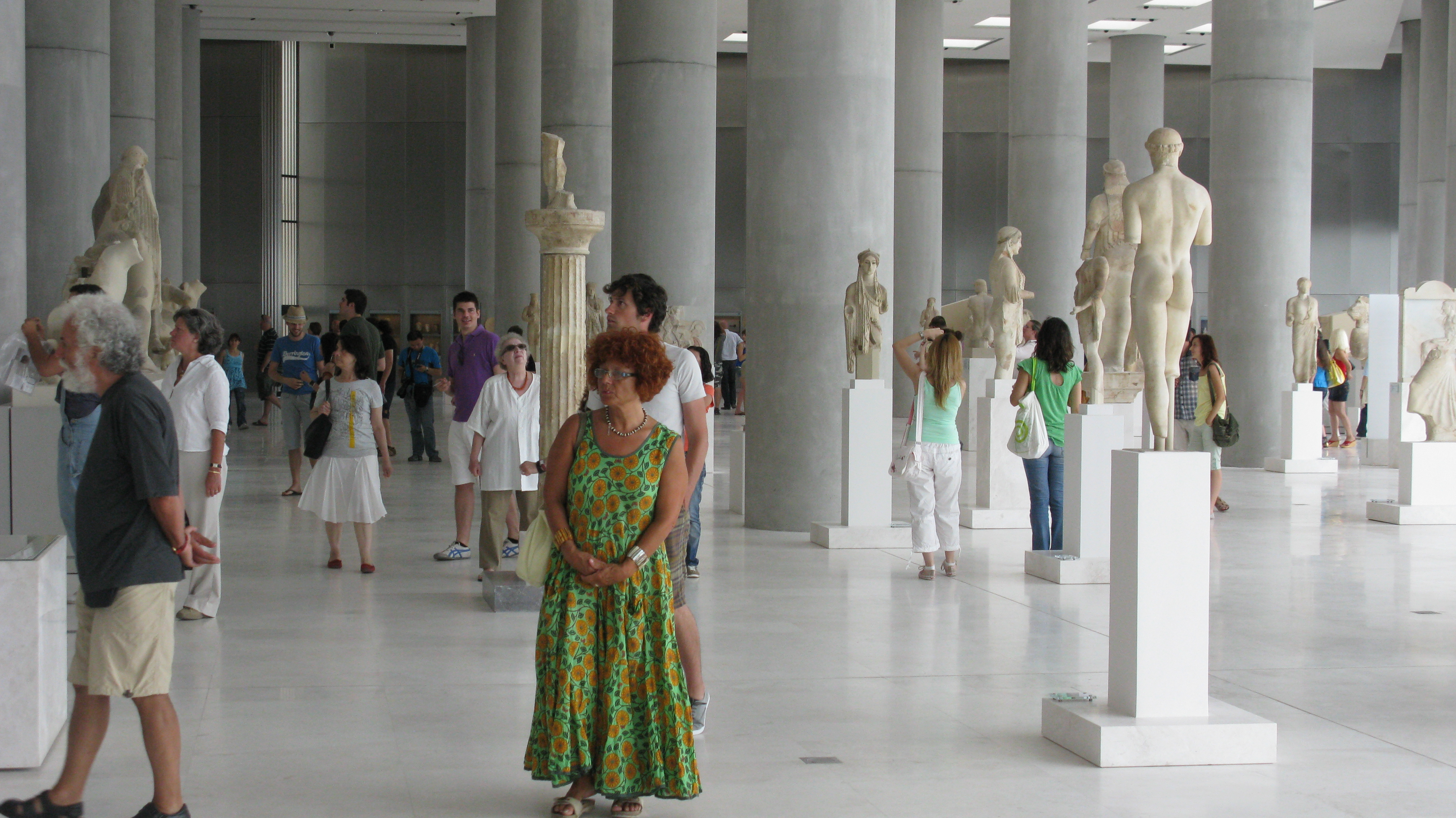
内部

収蔵品は3階に分けて展示されており、4階にはショップ、カフェ、オフィスなどがある。1階にはアクロポリスの斜面で出土したものが展示されている。床に傾斜のついた細長い長方形のホールはアクロポリスに登っていく斜面に似ており、2階に続いている。次にあるのは古代の出土品を収容している大きな台形のホールである。同じ階にはエレクテイオン、アテーナー・ニーケー神殿、プロピュライアなどのアクロポリス上の建築物にあった彫像や工芸品、古代ローマ時代や初期キリスト教にまつわる出土品もある。ただし、後者は上階を見てから降りていく際に見るようになっており、見学者は先に3階のパルテノン神殿の大理石像群を見てからそちらに回っていくことになる。つまり、ほぼ年代順に展示されている。パルテノン・ギャラリーはアクロポリス上のパルテノン神殿と同じ向きになっており、ガラス張りになっているので自然光が入るようになっている。同ギャラリーには、略奪されたエルギン・マーブルの精巧なレプリカが、オリジナルの彫刻と共に展示されている。
この博物館の下の地面には考古遺跡が広がっており、1階の床のあちこちが透明になっていて、下で続行されている発掘の様子を見ることができる。また、舞台、バーチャル・シアター、特別展示用スペースなどもある。

## 建築についての論争
考古遺跡の上に博物館を建設することの是非については議論が巻き起こった。また、大きな現代建築がこの場所の風景にふさわしいかどうかという懸念もあった。
2007年、隣接する2つの歴史的建物を取り壊すという案についても議論が巻き起こった。これらの建物は博物館とアクロポリスの間にある。ベルナール・チュミは、それらの建物と4階建てほどの高さのある木々を除去した場合の博物館からの眺めを合成して画像で示した。これらの建物の1つは新古典主義建築、もう1つはアール・デコ様式の一例だったが、ギリシャ政府はこれらを歴史的建造物のリストから外した。取り壊し案への抗議はINTBAUやICOMOSといった国際機関からも寄せられた。
議論の中心に、取り壊し対象とされた新古典主義建築の家の所有者である作曲家ヴァンゲリスがいる。ギリシャ当局によれば、その建物はアクロポリスの南斜面にある古代のディオニューソス劇場の眺めを遮っているという。これに対してヴァンゲリスは、彼の家を含めた取り壊し対象の一画が新博物館の食堂からの眺めを遮っていることが真の取り壊し理由だと主張し、ギリシャ政府による「建築上のテロリズム」だと非難した。最近では、これらの建物のファサードだけを隣の区画に移して保存するという提案がなされている。